# Der Kongreß tanzt (1955)
Der Kongreß tanzt ist ein österreichischer Historienfilm von Franz Antel aus dem Jahr 1955. Es handelt sich um eine Neuverfilmung des gleichnamigen Films aus dem Jahr 1931.

## Handlung
In Wien versammeln sich die höchstrangigen Staatsmänner zum Wiener Kongress. Fürst Metternich lässt regelmäßig rauschende Bälle und andere Veranstaltungen organisieren, die die Staatsmänner vom politischen Geschäft fernhalten sollen. Er plant, die Aufteilung Europas nach seinen Vorstellungen durchzusetzen. Eine Gefahr für dieses Vorhaben ist der für den nächsten Tag erwartete russische Zar Alexander I., der jedoch als Frauenheld gilt. Metternich hat nicht nur für einen rauschenden Empfang des Zaren gesorgt, sondern über die Gräfin Ballansky auch für weibliche Ablenkung: Die Tänzerin Lydia soll dem Zaren den Kopf verdrehen.
Bei der Ankunft des Zaren will die kleine Handschuhnäherin Christl Weinzinger dem Zaren mit einem Blumenstrauß eine Freude machen. Als die Kutsche zu schnell an ihr vorbeifährt, wirft sie dem Zaren den Strauß hinterher. Dessen persönlicher Leibwächter Bibikoff glaubt, der Strauß sei eine Bombe, und lässt Christl verhaften. Zar Alexander I. zeigt sich eher amüsiert und besucht Christl in der Zelle. Die glaubt, sie habe es mit dem tatsächlichen Bombenwerfer zu tun, und flüchtet mit ihm aus der unverschlossenen Zelle. Auf dem Balkon des Zarenpalastes nimmt unterdessen Alexanders Doppelgänger, der Trinker und Uhrenfreund Uralsky, die Ovationen des Volkes anstelle des Zaren entgegen. Christl bringt Alexander in ihre Kammer und will ihn dort für die nächsten Tage vor der Polizei verstecken. Alexander lässt sich ihre Behandlung zunächst gefallen. Als er erkennt, dass sie es ernst meint, schickt er einen Boten in den Palast mit der Bitte, ihn bei Christl verhaften zu lassen. Bibikoff nimmt Alexander persönlich „in Haft“ und sorgt damit für viel Getuschel in der Straße.
Christl befürchtet, dass ihr Gast nun nach Sibirien verbannt wird. Über ihre Freundin Babette, deren Geliebter bei Hof als Koch arbeitet, lässt sie für den Unbekannten bitten. Der Zar schickt nun mit einer Kutsche nach Christl, die in dem vermeintlichen Bombenleger nun den Zaren selbst erkennen muss. Sie glaubt, er verspotte sie nur, und flüchtet. Erst als Alexander sie in ihrem Geschäft aufsucht und ihr gesteht, dass er sie liebe, da sie ihm das Gefühl gegeben habe, um seiner selbst willen geliebt zu werden, finden beide wieder zusammen.
Als Bibikoff Alexander eines Tages bittet, eine Verabredung mit Christl für die wichtigste Beschlusssitzung des Kongresses abzusagen, erinnert sich Alexander an seine Pflicht als Staatsmann. Er sagt Christl ab, die jedoch von dem Vertrauten Metternichs Pepi Gallinger erfährt, dass der Zar bei Lydia weilen wird. Tatsächlich ist Uralsky bei Lydia, doch Christl glaubt, dass der Zar sie betrogen hat, und flieht aufs Land. Sie kehrt nach Schönbrunn zurück, um mit anderen Frauen vor dem Zaren zu tanzen, doch ist es erneut Uralsky, der dem Tanz beiwohnt und Christl nicht erkennt. Erst jetzt greift Alexander ein, und Christl sieht, dass es stets der Doppelgänger und nicht Alexander war, der ihr Unrecht getan hat. Christl und Alexander gehen gemeinsam aus, während Metternich triumphiert, ist er in seinen beschlussfassenden Sitzungen doch inzwischen allein anwesend. Gerade, als er die entscheidenden Beschlüsse fassen will, wird ihm verkündet, dass Napoleon gelandet ist. Die Staatsmänner reisen nun überstürzt ab. Auch Christl erfährt von der Landung Napoleons und verbringt mit Alexander einen letzten Abend gemeinsam. Als er von Bibikoff die Neuigkeit erfährt, verabschiedet er sich von Christl. Auch wenn er ihr verspricht, wiederzukommen, weiß Christl, dass sie ihn zum letzten Mal gesehen hat, und blickt ihm weinend nach.

## Produktion
Der Kongreß tanzt ist eine Neuverfilmung des gleichnamigen Films aus dem Jahr 1931. Wie im Original wird auch in der Neuverfilmung der Titel Das gibt’s nur einmal gesungen. 
Gedreht wurde der Film in den Filmstudios Wien-Sievering, Wien-Schönbrunn und Wien-Rosenhügel. Die Außenaufnahmen entstanden in Wien und Umgebung sowie in der Wachau.
Zwei Jahre nach seiner Einführung kam hier, erstmals in Österreich, das aufwendige Breitwandformat Cinemascope zum Einsatz. Die Kamera und ein dazugehöriges Objektiv befinden sich heute im Rollipopp-Museum in Eggenburg.
Der Film erlebte am 19. Dezember 1955 in der Metro im Schwan in Frankfurt am Main seine Premiere und wurde am 13. Januar 1956 in Wien erstmals in Österreich aufgeführt.

## Kritik
Der Spiegel nannte Der Kongreß tanzt „erheblich schleppfüßiger als einst bei der Ufa. Die Revuespritzigkeit und Walzerseligkeit ist zu behäbig ausgemalten Bilderbogen zerdehnt worden […] Hannerl Matz nimmt sich herzig, doch deftig aus gegen die zerbrechliche Blondheit der Lilian Harvey“.
„Mit beträchtlichem Ausstattungsaufwand versucht der Film, den Charme seines Vorgängers zu kopieren, erreicht in Spiel und Regie jedoch nur Mittelmaß“, schrieb der film-dienst.
Für Cinema war der Film eine „müde Neuauflage des famosen Films von 1931. Fazit: Ein Jungmädchentraum von einst“.